# Annametra minuta
Annametra minuta is een haarster uit de familie Antedonidae. De wetenschappelijke naam van de soort werd in 1907 als Antedon minuta gepubliceerd door Austin Hobart Clark.